# Elena Hartmann
Elena Hartmann (* 12. Dezember 1990 in Chur) ist eine Schweizer Radrennfahrerin, die im Strassenradsport aktiv ist.

## Sportlicher Werdegang
Zum Ausdauersport kam Hartmann erst im Alter von 25 Jahren. Sie begann mit dem Triathlon, wobei das Radfahren ihre liebste Teildisziplin war. Daher meldete sie sich für verschiedene Zeitfahren an, unter anderem für die Schweizer Meisterschaften. Nach Platz 5 im Jahr 2021 wurde sie 2022 überraschend Schweizer Meisterin im Einzelzeitfahren. Noch selben Jahr startete sie für die Schweiz bei den Welt- und Europameisterschaften.
2023 wurde Hartmann zunächst Mitglied im Israel Premier Tech Roland Development Team, bevor sie zum 1. Juni einen Vertrag im UCI Women’s WorldTeam von Israel Premier Tech Roland erhielt. Ihren ersten Sieg als Radprofi erzielte sie im Juli, als sie als Solistin die Tour de Berlin Feminin gewann. Im Oktober verteidigte sie den nationalen Titel im Einzelzeitfahren, im Strassenrennen wurde sie im Juni Vizemeisterin hinter Marlen Reusser. Anfang 2024 gewann sie den Grand Prix Presidente in El Salvador, einige Tage danach die Gesamtwertung der El-Salvador-Rundfahrt.
In der Saison 2025 blieb Hartmann zunächst ohne Team, erst im März erhielt sie einen Vertrag beim Ceratizit Pro Cycling Team. Mit neuem Team wiederholte sie ihren Erfolg aus dem Vorjahr und gewann erneut die El-Salvador-Rundfahrt.

## Erfolge
2022
- Schweizer Meisterin – Einzelzeitfahren

2023
- Tour de Berlin Feminin
- Schweizer Meisterin – Einzelzeitfahren

2024
- Grand Prix Presidente
- Gesamtwertung, eine Etappe, Prolog und Bergwertung Tour El Salvador
- Schweizer Meisterin – Einzelzeitfahren

2025
- Gesamtwertung Tour El Salvador